# Mūl
Mūl är en ort i Indien.   Den ligger i delstaten Maharashtra, i den centrala delen av landet, 1 000 km söder om huvudstaden New Delhi. Mūl ligger 196 meter över havet och antalet invånare är 23 984.
Terrängen runt Mūl är platt. Runt Mūl är det ganska tätbefolkat, med 207 invånare per kvadratkilometer. Mūl är det största samhället i trakten. Trakten runt Mūl består till största delen av jordbruksmark.